# Archimetro

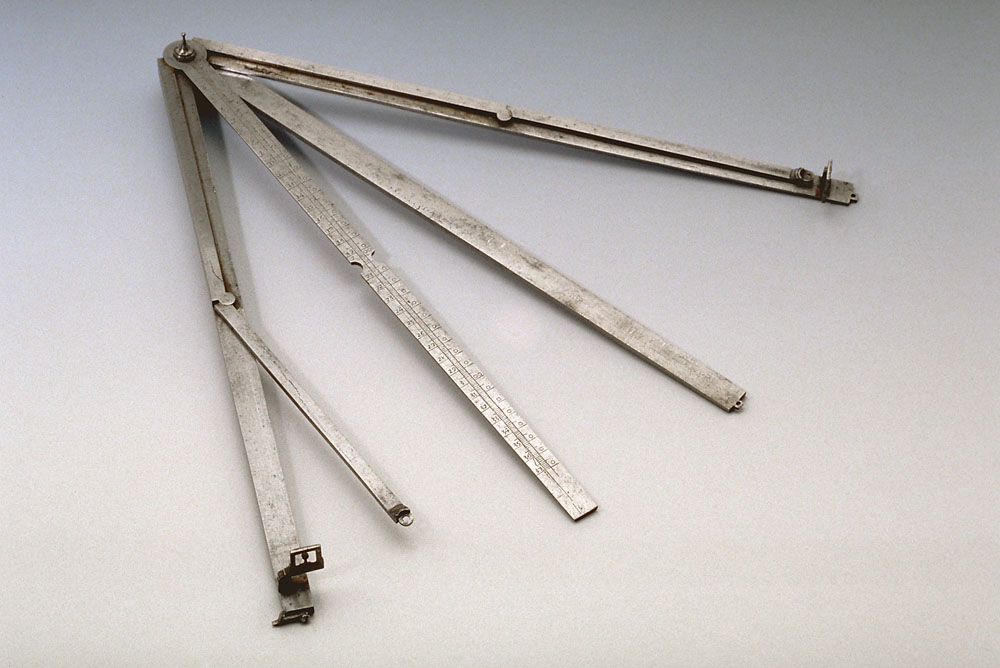
Archimetro al Museo Galileo, Firenze.

L'archimetro è uno strumento di misura topografica.
Particolarmente diffuso a Firenze nella seconda metà del XVI secolo, l'archimetro consiste in una squadra zoppa con i bracci graduati, una bussola nello snodo e un terzo braccio trasversale scorrevole sui primi due. Articolando i tre bracci è possibile costruire un triangolo simile a quello formato dai raggi visivi che guardano due luoghi in lontananza. Il braccio trasversale risulta così proporzionale alla distanza tra i due luoghi, mentre gli altri due risultano proporzionali alle distanze dei luoghi dall'osservatore. Basta conoscere una sola delle tre grandezze lineari in questione per dedurre, usando la scala graduata sullo strumento, la misura delle altre due. D'altra parte, la bussola permette di effettuare veri e propri rilievi topografici che possono essere restituiti in disegno nel momento stesso in cui vengono effettuati.